# Bulbul de Chine
Pycnonotus sinensis
Espèce
Statut de conservation UICN

 LC  : Préoccupation mineure
Le Bulbul de Chine (Pycnonotus sinensis) est une espèce de passereau de la famille des Pycnonotidae.

## Répartition
C'est un oiseau courant à Hong Kong, dans l'intérieur de la Chine, au Japon, à Taïwan et en Corée.

## Galerie

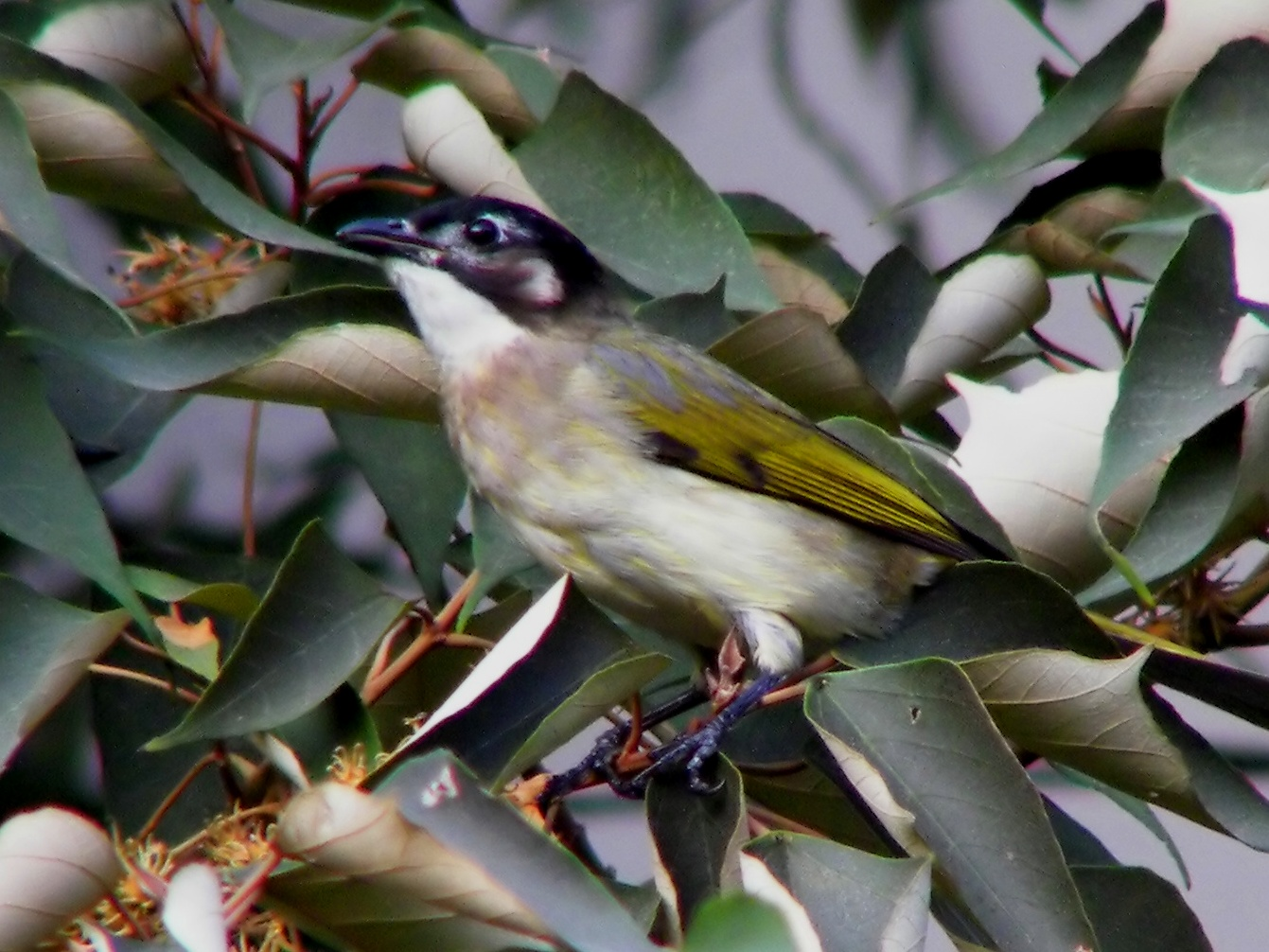
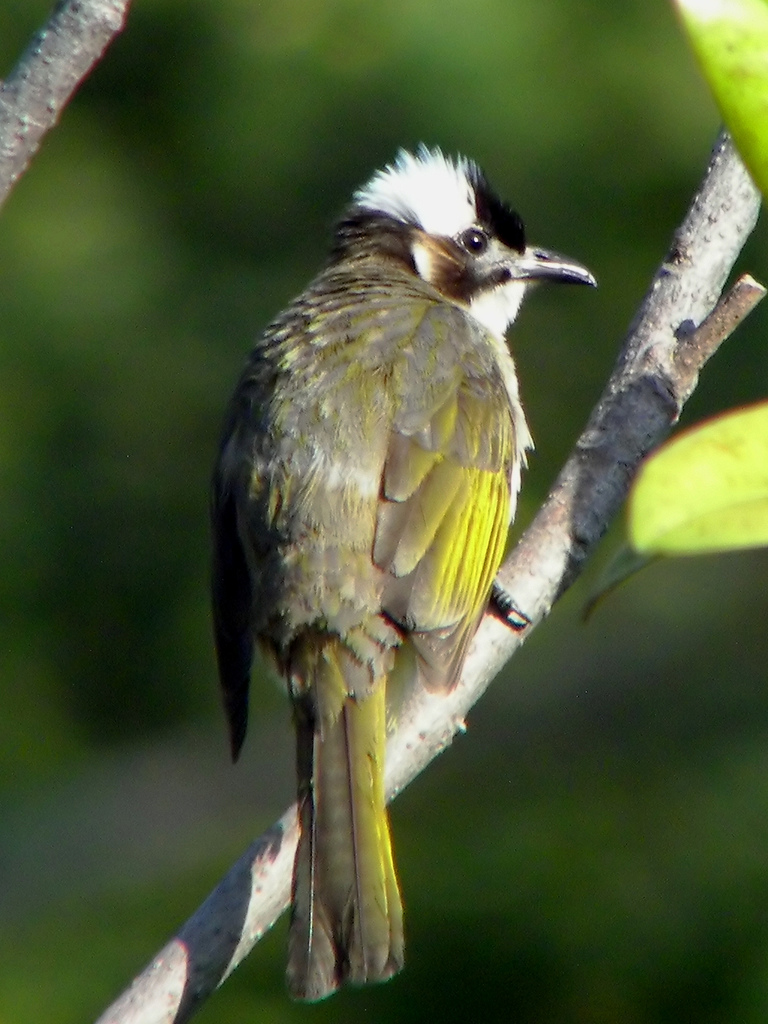